# 川尻善昭
川尻善昭（日语：／ Kawajiri Yoshiaki，1950年11月18日—），日本動畫導演、人物設計師、腳本家。出生於日本神奈川縣橫濱市，學歷為橫濱高中畢業。隸屬於動畫製作公司Madhouse，也是該公司的共同創辦人之一。擅長冷硬風格的畫面構圖與血脈賁張的動作場面，因此所執導的多部動畫作品在歐美等地深受歡迎。近年的相關工作性質，則多以為電視動畫繪製分鏡。

## 人物
他最感到滿意的2003年以前執導作品，有《獸兵衛忍風帖》、《妖獸都市 動畫版》、《劇場版 吸血鬼獵人D》這3部動畫。
在導演的所有電影作品中，他只喜歡《2001太空漫遊》。

## 經歷

### 虫Production時期
從小就立志成為漫畫家。當他得知母親的漫畫家好友北野英明，在漫畫之神手塚治虫所創立的動畫製作公司《虫Production》任職以後，他從橫濱高中畢業之後就馬上進入該公司工作。在《虫Production》時期，他負責了電視動畫等作品的原畫工作。1972年10月，他與丸山正雄、出崎統、林太郎等同事們因為感受到公司面臨經營上的危機，所以一同離職並共同創立了另一家動畫製作公司「Madhouse」。

### Madhouse時期
由於出色的作畫技巧，讓他開始成為Madhouse的核心主力，不久他也開始接觸畫面構圖、表現手法等動畫演出方面的技巧。
1984年的劇場版動畫《SF新世紀透鏡人Lensman》（SF新世紀レンズマン）雖然名義上是他的第一部執導作品（與広川和之聯名），但是他的執導與演出功力，是在1987年OVA《妖獸都市》才真正得以發揮。動畫版《妖獸都市》所呈獻的冷硬派表現方式，和菊地秀行的原作小說風格不謀而合，因此讓該動畫版以及川尻善昭本人都獲得極高的評價。至此，他的「演出家」稱號不脛而走。
由於《SF新世紀透鏡人Lensman》在製作當初只讓他擔任分鏡工作，日後卻陰錯陽差成了「共同導演」，所以此片中並沒有川尻的濃厚個人風格（川尻個人也不認定此作中自己有參與所謂「導演」的相關工作）。有鑒於此，實際上1987年的三段式動畫作品《迷宮物語》當中的單元《狂奔者》（走る男），才是他的第一部正式執導作品。
由於他的多數作品中充滿性感激情、暴力動作等表現風格，讓他在歐美動畫迷中受到非常熱烈的歡迎。
川尻習慣自己負責作品所有的分鏡，甚至包括構圖和草稿原畫，因此對於畫面的控制能力較為精確及強烈，在日後也成為Madhouse出身導演的共通特色之一。

### 作品的評價
- OVA《妖獸都市》

在香港掀起熱潮，並在1992年由導演麥大傑把這部動畫改編成香港真人版電影。
- 劇場版《獸兵衛忍風帖》

DVD在美國上市至今已狂銷80萬片以上。2006年由美國漫畫家J. Torres改編成漫畫版並開始連載。目前已完成三段式短篇型態新作《獸兵衛忍風帖BURST》，但至2021年為止尚未正式上映。
- 劇場版《吸血鬼獵人D》

由美日共同製作，並搶先在2000年8月25日於美國首映，2001年4月回到日本當地上映。在線上電影資料庫《IMDB》的分數直到2007年12月13日為止仍有「7.7分」的高度評價。

## 作品

### 演出、導演
- 1983年──變男變女變變變（演出）
- 1984年──SF新世紀透鏡人Lensman（導演、人物設計、分鏡、原畫）
- 1987年──妖獸都市 動畫版（導演、作畫監督、人物設計、音響監督（字幕未列名））
- 1987年──迷宮物語 Part.2 「狂奔者」（導演、作畫監督、人物設計、編劇、部分原畫）

本片發行時間雖然較晚，但製作時間比《妖獸都市》為先，是川尻第一部正式的導演處女作。
- 1987年──火鳥‧宇宙編（導演）
- 1988年──魔界都市 <新宿>（導演、人物設計）
- 1989年──午夜之眼（OVA，全2集）（導演）
- 1990年──電腦都市OEDO 808（OVA，全3集，導演、人物設計）
- 1993年──THE COCKPIT Part.1 「成層圈氣流」（導演、作畫監督、人物設計、編劇）
- 1993年──獸兵衛忍風帖（原作、導演、編劇、原案人物設計）
- 1996年──鐵腕女警（OVA，全4集，導演、腳本、分鏡）
- 2000年──劇場版 吸血鬼獵人D（導演、編劇、分鏡）
- 2001年──X 電視動畫版（導演）
- 2003年──駭客任務動畫外傳 - Program（導演、編劇）
- 2007年──時空英豪 Highlander: The Search for Vengeance（導演）

### 分鏡
- 2018年──中間管理錄利根川（分鏡）
- 2019年──鬼灭之刃（分鏡）
- 2020年──没落要塞（分鏡）
- 2020年──咒術迴戰（分鏡）
- 2021年──漂流少年（分鏡）
- 2023年──葬送的芙莉蓮（分鏡）

### 人物設計
- 1989年──森林大帝（1989年動畫版）
- 1995年──
- 1989年～2000年──銀河英雄傳說（配角人物設計）

### 腳本
- 1996年動畫──BIO HUNTER（原作為細野不二彥的同名漫畫）
- 1998年動畫──危險調查員 動畫版
- 2003年動畫──駭客任務動畫外傳 - World Record（和沃卓斯基兄弟共同編劇）
- 2005年電影──あずみ2 Death or Love

### 其他
- （畫面設定）
- 浮浪雲（畫面構成、分鏡）
- 神奇獨角馬 魔法之島 （畫面構成）
- 神奇獨角馬 （設定協力・原畫）
- （監修、腳本）
- MEMORIES Part.2「最臭兵器」 （監修）
- 獸兵衛忍風帖 龍寶玉篇 （監修）
- 恐怖寵物店 （分鏡）
- 喬琪姑娘（片頭作畫）
- 柔道讚歌（作畫監督）
- （作畫監督、演出、美術）
- （原畫）
- 科學小飛俠 （原畫）
- 神劍 （原畫）
- 幻魔大戰 （原畫）
- 赤足的小元 （原畫）
- 赤足的小元2 （原畫）
- 安妮的日記 動畫版 （原畫）
- 網球甜心 電視動畫版 （作畫）
- 絶愛－1989－ （分鏡）
- （原畫）
- （原畫）
- 小老鼠歷險記（ガンバの冒険）（原畫）
- （原畫）
- 魔投手 電視動畫版 （原畫）
- （分鏡、原畫）
- 劇場版 大都會 （Layout協力、原畫）
- 電視動畫版 （OP前動畫分鏡）
- 劍豪生死鬥 電視動畫版（最終話分鏡）

## 外部連結
- 川尻善昭官方網頁 （日語）
- 川尻善昭的X（前Twitter） （日語）
- Yoshiaki Kawajiri在互联网电影资料库（IMDb）上的資料（英文）